# Sarpsborg
Sarpsborg – norweskie miasto i gmina w regionie Østfold.
Sarpsborg jest 238. norweską gminą pod względem powierzchni.

## Demografia
Według danych z roku 2005 gminę zamieszkuje 49 753 osób. Gęstość zaludnienia wynosi 122,23 os./km². Pod względem zaludnienia Sarpsborg zajmuje 13. miejsce wśród norweskich gmin.
| ludność stan na 1 stycznia 2005 |         |           |        |
|                                 | kobiety | mężczyźni | razem  |
| osób                            | 24 476  | 25 277    | 49 753 |
| %                               | 49,2%   | 50,8%     | 100%   |

| wykształcenie stan na 1 października 2004 |        |         |        |        |
|                                           | podst. | średnie | wyższe | niezn. |
| osób                                      | 9317   | 23 062  | 6626   | 923    |
| %                                         | 23,33% | 57,76%  | 16,59% | 2,31%  |

## Edukacja
Według danych z 1 października 2004:
- liczba szkół podstawowych (norw. grunnskolar): 22
- liczba uczniów szkół podst.: 6308

## Sport
- Sparta Warriors – klub hokejowy
- Sarpsborg 08 FF - klub piłkarski

## Władze gminy
Według danych na rok 2020 administratorką gminy (norw. kommunedirektør) jest Turid Stubø Johnsen, natomiast burmistrzem (norw. ordfører, d. borgermester) jest Sindre Martinsen-Evje.